# Romaine (rivière)
Pour les articles homonymes, voir Romaine et La Romaine.
Cet article possède un paronyme, voir Rivière Romaine.
La Romaine est une rivière française traversant exclusivement la Haute-Saône, prenant sa source à l'ouest de Fondremand et passant dans les cantons de Rioz, Scey-sur-Saône, Fresne-Saint-Mamès avant de se jeter dans la Saône dans le canton de Dampierre-sur-Salon. C'est donc un sous-affluent du Rhône.

## Géographie
La longueur de son cours d'eau est de 25,5 km.

## Communes et cantons traversés
Dans le seul département de la Haute-Saône, la Romaine traverse 12 communes.
- - dans l'ordre alphabétique -, Bourguignon-lès-la-Charité, Ferrières-lès-Ray, Fondremand, Fresne-Saint-Mamès, Fretigney-et-Velloreille, Grandvelle-et-le-Perrenot, Greucourt, Maizières, Neuvelle-lès-la-Charité, Le Pont-de-Planches, Vellexon-Queutrey-et-Vaudey, Vezet.

Les communes de Greucourt, Le Pont-de-Planches et Vezet se sont regroupées le 1er janvier 2016 sous le nom de La Romaine, donc la rivière ne baigne donc plus que 10 communes.
Soit en termes de cantons, la Romaine traverse les quatre cantons : canton de Scey-sur-Saône-et-Saint-Albin, canton de Dampierre-sur-Salon, canton de Rioz, canton de Fresne-Saint-Mamès.

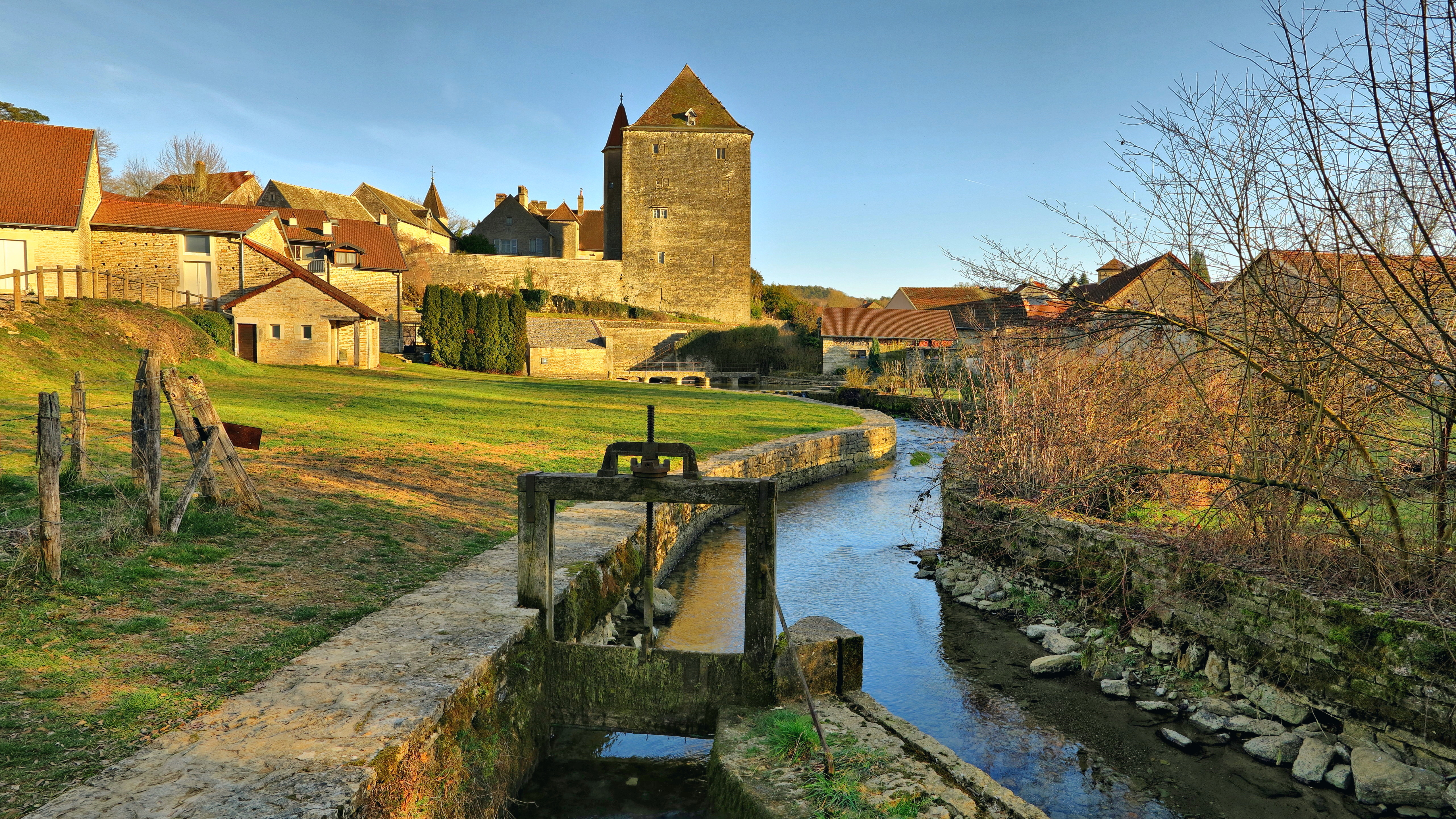
La Romaine canalisée au bief du moulin-huilerie de Fondremand.
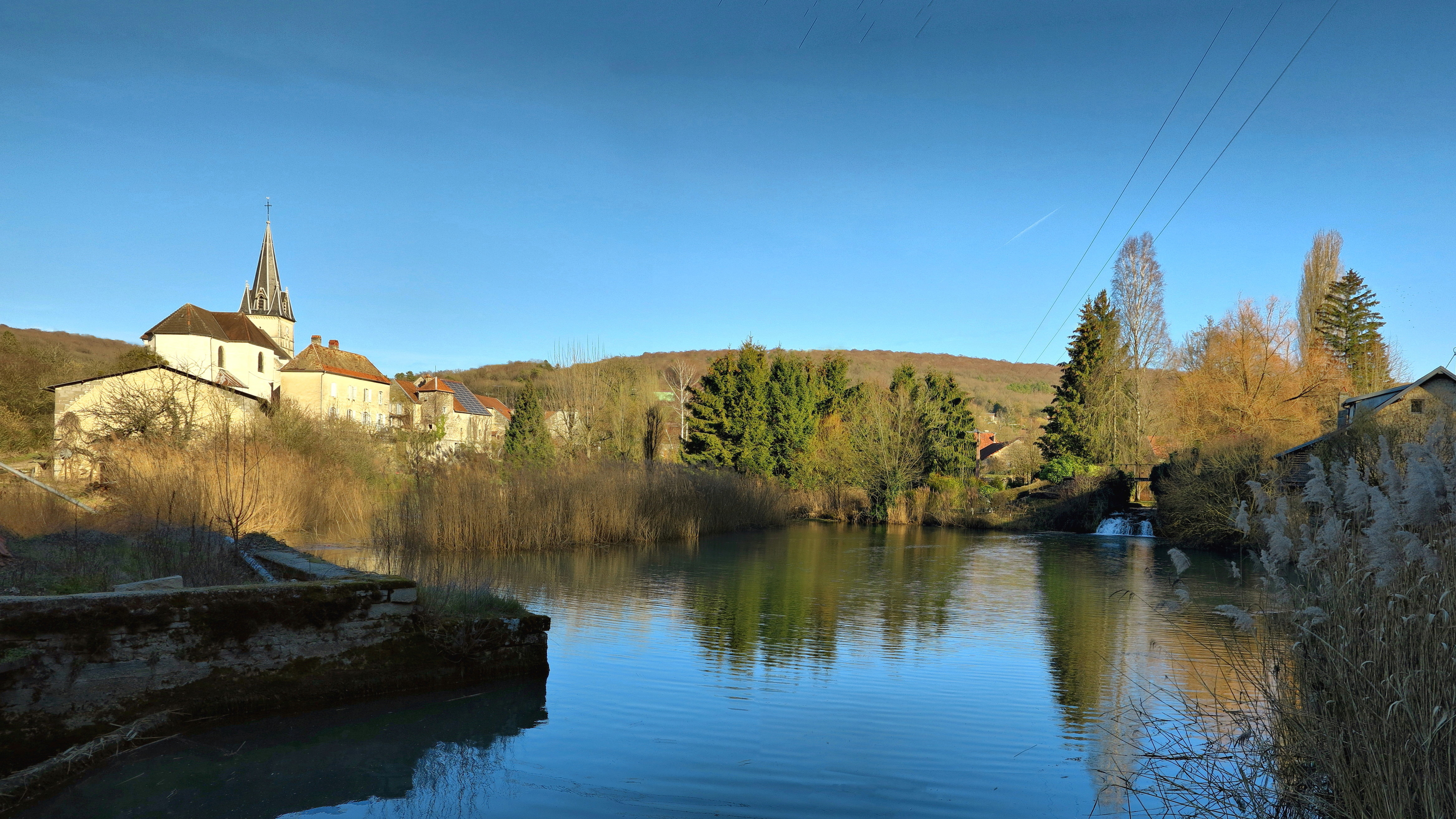
La retenue du martinet sur la Romaine à Maizières.
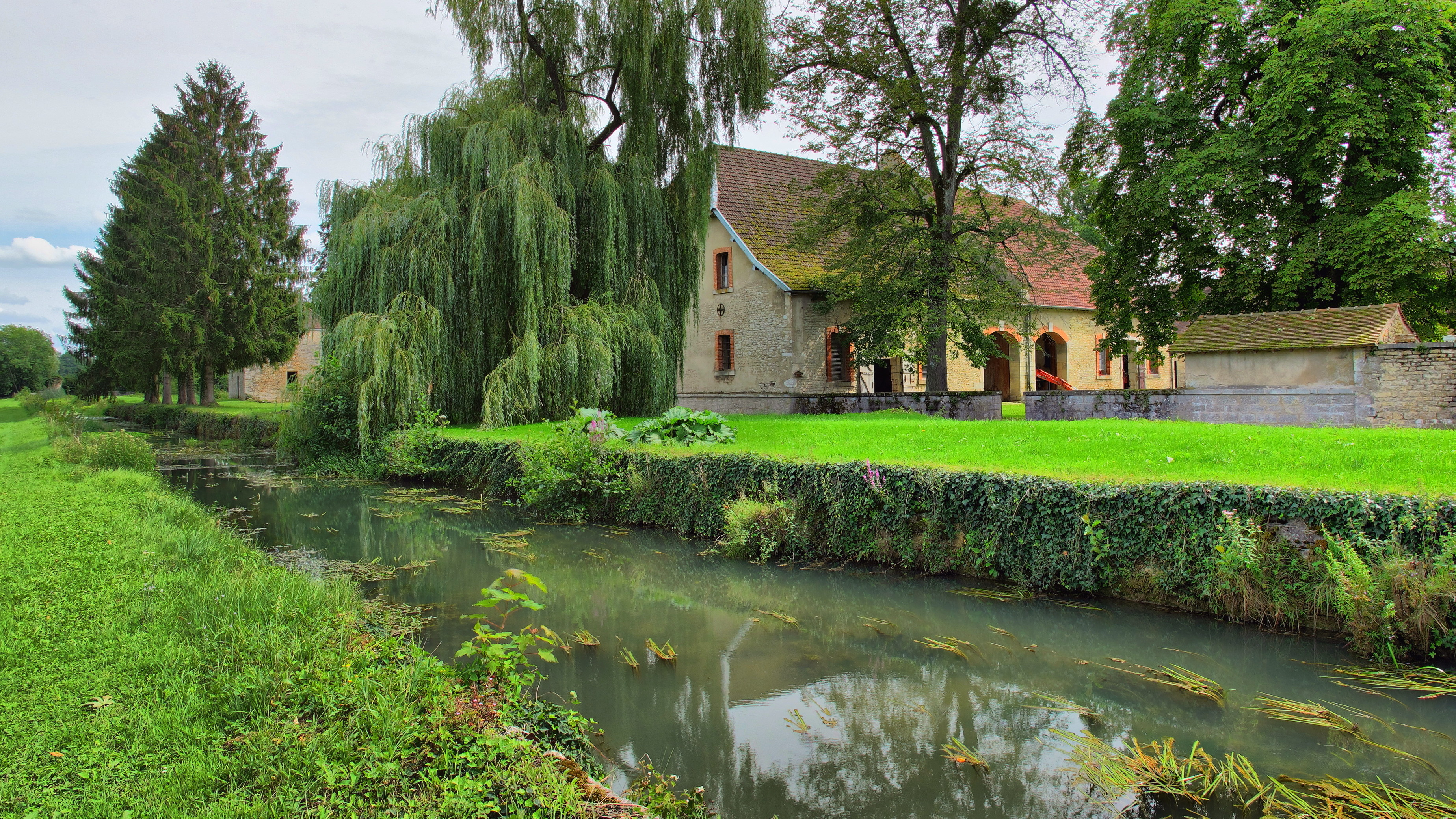
La Romaine canalisée en bordure de l'abbaye à Neuvelle-lès-la-Charité.

## Affluents

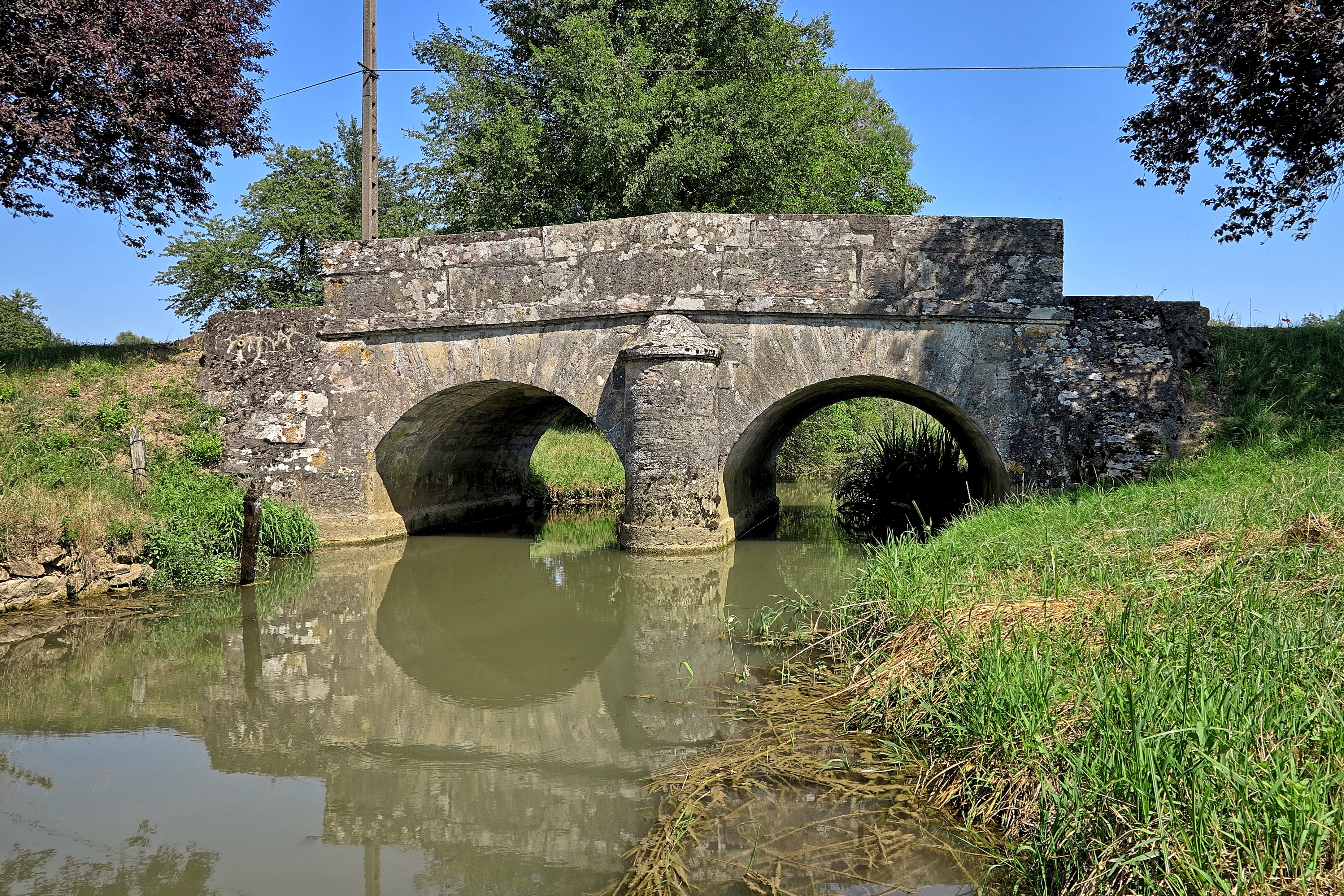
La Jouanne au pont des Bâties.

La Romaine a 6 ruisseaux affluents contributeurs référencés :
- Le ruisseau de la Perrière (RD)
- Le ruisseau de la Grande Prairie (RG)
- Le ruisseau de la Fontaine des Duits (RG)
- Le ruisseau des Contances (aussi appelé ruisseau de la Chiolle) (RD)
- La Jouanne (RG)
- Le ruisseau des Prés (RG)

(RD) = rive droite, (RG) = rive gauche

## Hydrologie

### La Romaine à Maizières
Son débit a été observé durant une période de 17 ans (2001-2019), à Maizières, localité située à 2,5km de sa source et à 20km de sa confluence avec la Saône, à 235 m d'altitude. Le bassin versant de la rivière y est de 36,5 km2.
Le module de la rivière à Maizières est de 0,804 m3/s.
La Romaine présente des fluctuations saisonnières de débit assez marquées, avec une période de hautes eaux d'hiver portant le débit mensuel moyen à un niveau situé entre 0,917 et 1,53 m3/s, de novembre à mars inclus (avec un maximum en janvier). le débit diminue progressivement pour aboutir à la période des basses eaux qui se déroule de juillet à septembre, entraînant une baisse du débit moyen mensuel allant jusqu'au plancher de 0,279 m3/s au mois de septembre. Cependant les fluctuations de débit peuvent être plus importantes selon les années et sur des périodes plus courtes.